# Усманка (приток Байгоры)
Усманка — река в Усманском районе Липецкой области. Левый приток Байгоры. Длина реки составляет 21 км.
Исток находится южнее деревни Фёдоровка. Впадает Усманка в селе Пластинка в Байгору.
На Усманке стоят Фёдоровка, Сторожевские Хутора, Екатериновка, Бреславка, Петровка и Пластинка.

## Данные водного реестра
По данным государственного водного реестра России относится к Донскому бассейновому округу, водохозяйственный участок реки — Матыра, речной подбассейн реки — бассейны притоков Дона до впадения Хопра. Речной бассейн реки — Дон (российская часть бассейна).